# Jorge André
Georg Richard „Jorge” André Sanmann (ur. 11 maja 1919 w San José, zm. 23 lipca 1994 w Escazú) – kostarykański strzelec, olimpijczyk.
Brał udział w igrzyskach olimpijskich w 1968 (Meksyk). Wystartował tylko w skeecie, w którym zajął przedostatnią, 51. pozycję (wyprzedził tylko Luisa Santanę z Dominikany).
Najstarszy sportowiec z Kostaryki, który wziął udział w IO 1968 (w chwili startu miał ukończone 49 lat i 164 dni).

## Wyniki olimpijskie
| Igrzyska | Konkurencja | Wynik      | Miejsce    | Źródło |
| -------- | ----------- | ---------- | ---------- | ------ |
| IO 1968  | Skeet       | 75 punktów | 51 (na 52) | [ 3 ]  |